# Anders Andersson
Anders Andersson (n. 2 noiembrie 1875, Näshulta församling⁠(d), Södermanlands län, Suedia – d. 6 martie 1945, Näshulta församling⁠(d), Södermanlands län, Suedia) a fost un trăgător de tir ce a reprezentat Suedia, medaliat olimpic. A participat la o ediție a Jocurilor Olimpice (1920) în care a câștigat o medalie de argint.

## Participări
Lista de mai jos prezintă principalele competiții la care a participat Anders Andersson de-a lungul carierei.
- shooting at the 1920 Summer Olympics – men's 50 metre team free pistol[*]